# Gladys Verhulst
Gladys Verhulst (Le Grand-Quevilly, 2 gennaio 1997) è una ciclista su strada francese che corre per l'AG Insurance-Soudal Team. Attiva in formazioni UCI dal 2019, nel 2022 ha vinto la Veenendaal-Veenendaal Classic.

## Palmarès

### Strada
- 2018 (Léopard Normandie)

Campionati francesi, Prova in linea Under-23
- 2019 (Charente-Maritime Women Cycling, una vittoria)

La Picto-Charentaise
- 2021 (Arkéa Pro Cycling Team, una vittoria)

Grand Prix Féminin de Chambéry
- 2022 (Le Col-Wahoo, una vittoria)

Veenendaal-Veenendaal Classic
- 2023 (FDJ-Suez, due vittorie)

1ª tappa Tour de Normandie (Argentan > Bagnoles-de-l'Orne)
La Picto-Charentaise

#### Altri successi
- 2020 (Team Arkéa)

Sud Yvelines Conseil Départemental
- 2023 (FDJ-Suez)

Classifica a punti Tour de Normandie

## Piazzamenti

### Grandi Giri
- Giro d'Italia

2023 : 60ª
- Tour de France

2022: ritirata (7ª tappa)
- Vuelta a España

2023: 69ª

### Classiche monumento
- Milano-Sanremo

2025:  75ª
- Giro delle Fiandre

2022:  ritirata
2023:  ritirata
2024:  ritirata
2025:  71ª
- Parigi-Roubaix

2021: 55ª
2022: 59ª
2024: 12ª
2025: ritirata
- Liegi-Bastogne-Liegi

2020: ritirata

### Competizioni mondiali
- Campionati del mondo

Wollongong 2022 - In linea Elite: ritirata

### Competizioni continentali
- Campionati europei

Alkmaar 2019 - In linea Under-23: 30ª
Plouay 2020 - In linea Elite: 46ª
Trento 2021 - Staffetta mista: 4ª
Trento 2021 - In linea Elite: ritirata
Monaco di Baviera 2022 - In linea Elite: 9ª
Drenthe 2023 - In linea Elite: ritirata
Limburgo 2024 - In linea Elite: 53ª
- Giochi europei

Minsk 2019 - In linea: 40ª